# ウォーハンマーRPG
『ウォーハンマーRPG』（ウォーハンマーあーるぴーじー）とは、イギリスのゲームズワークショップ社が開発したテーブルトークRPG。正式名称は“Warhammer Fantasy Roleplay”。ジャンルはダークファンタジー。

## 概要
闇と混沌、そして悪徳に彩られたファンタジー世界を舞台に、恐怖と狂気を隣り合わせに危険な冒険を行うダークファンタジー物のTRPG。
初版は1985年にイギリスゲームズワークショップ社から発行。ゲームズワークショップ社やHogshead Publishing社からシリーズが刊行され、第2版（2005年発行）が、ゲームズワークショップ傘下のBlack Industries社、アメリカのGreen Ronin社のもとで出版された（後、権利がFantasy Flight Gamesに移った）。また、2009年にルールを大規模に改訂した第3版がFantasy Flight Gamesから発売された（日本語未訳）。2018年には初版と第2版を底本とした第4版がCubicle 7がライセンスを得て発売した(日本語未訳)。
中世ヨーロッパをベースにしたファンタジーゲームは数多くあるが、ウォーハンマーRPGは暗黒時代と呼ばれた中世ヨーロッパの持つ「暗さ」やピカレスク小説風の雰囲気を、可能な限り生かした形でゲームに取り入れている。世界を描写している文章では汚物や腐臭を強調しており、ゲームのルールにおいてもキャラクターの出血や肉の断裂、骨折などの痛みがプレイヤーに伝わるかのように生々しくデザインされている。この泥臭い雰囲気には根強いファンがおり、他のヒロイックファンタジーゲームでは感じられないアドバンテージとして支持されている。ともすれば社会階層の最底辺にてその日暮らしを重ねるキャラクターたちが、地を這い泥水を啜りながら少しずつ成り上がり運命の果実を掴もうとする様は、立身出世の物語の醍醐味を味わわせてくれる。また、反骨精神溢れるゲーム・コンセプトは初期パンク・ロックの精神に相通じるものがあり（現に第2版のデザイナーは、デザイナーズ・ノートにて自らがパンク・ロックの愛好家であることを告白している）、いわゆる「普通のファンタジー」におもねることのない、独自のスタンスを貫いている。

### 日本語版について
ウォーハンマーRPGの日本語版として最初に翻訳出版された物は、1991年に社会思想社の現代教養文庫から発売。翻訳はグループSNEが担当。雑誌『ウォーロック』でのサポートも行われ、『ドラッケンフェルズ』などの関連小説やシナリオ集の翻訳、友野詳によるリプレイも文庫で発売されたが、1992年に日本語版『ウォーロック』誌が休刊したことを契機にサポートは停止された。
社会思想社版は、元々は大判のゲームだったものを文庫本として再編集したため、500ページを超える3分冊という形式となった。3分冊の上に厚い文庫本であったために検索性も良いとは言えず、発売当時はファンから「3つ並べると立方体になる」などとも呼ばれることもあった。
作品そのものは、1990年代後半の「テーブルトークRPG冬の時代」には口コミで評価が広まっていったが、絶版となったこの時期に3分冊全てをそろえるのは至難の業であり、文庫形式のゲームの中ではかなりのプレミアのつくゲームとなっていた。
社会思想社版の登場から15年が経ち、2006年12月にホビージャパンより第2版のウォーハンマーRPGがB5判ソフトカバー書籍の形態で翻訳された。日本国内では『ダンジョンズ&ドラゴンズ』や『クトゥルフ神話TRPG』、『シャドウラン』など少数の例外を除いてはセールスが芳しくないとされる海外RPG作品のなかで、予想外の好評をもって迎えられた。
このホビージャパン版では、サプリメント『オールド・ワールドの武器庫』、『オールド・ワールドの生物誌』や、ジャック・ヨーヴィルの小説『ドラッケンフェルズ』シリーズの刊行、『GAME JAPAN』誌、『Role&Roll』誌、『季刊R・P・G』誌などでの雑誌記事や公式ホームページ上でのサポートなど、社会思想社版の時代よりも豊富なサポートが行なわれた。

## システム
以下の記述は、特に注釈ない限りは日本語版が発売された第1版・第2版のルールを基本とする。

### キャリア
ウォーハンマーRPGでは、キャラクタークラスにあたる概念としてキャリア（経歴）というものを持つ。キャリアとはプレイヤーキャラクターが就いている職業や社会的地位のことであり、キャリアによってプレイヤーキャラクターの能力は大きく異なることになる。
ウォーハンマーRPGの特徴はプレイヤーキャラクターが成長するときにこのキャリアを変更できることにある。他のRPGでも良くある転職、クラスチェンジという概念とほぼ同じものであるが、ウォーハンマーRPGはその転職の頻度がTRPGの中ではかなり頻繁に起こるゲームである。これはウォーハンマーRPGのテーマの一つに、「社会の下層の人間たちが冒険を通じて立身出世していく物語」というテーマがあるためであり、プレイヤーキャラクターは冒険を積み重ねていくたことでより社会的地位の高いキャリアへと転職することが可能なのである。
用意されているキャリアは《ネズミ捕り》や《似非魔術師》など、ゲームの舞台となる「オールドワールド」の文化に根付いたユニークなものが多く、プレイヤーキャラクターが次にどのキャリアに就くかを考えることが「オールドワールド」という架空世界の理解の手助けともなる。

### 行為判定
行為判定はパーセンテージロールに属する下方判定である。

### 戦闘
ウォーハンマーRPGでは戦闘に特色がある。このゲームでは全てのキャラクターに耐久値が設定されており、これがヒットポイントの役割を果たすのだが、これが0点になっても死亡や戦闘不能状態にはならない。キャラクターは0以下の耐久値になっても動くことができる。しかし、0以下の耐久値になってからさらにダメージを受けると、「クリティカル表」と呼ばれる特別な表を参照することになる。クリティカル表にはキャラクターが攻撃によって受ける被害が細かく描写される表であり、足が折れたり腕がもげたり脳がつぶされたり胴体が真っ二つにされたりと、凄惨極まりない描写が演出される。このクリティカル表の結果で死亡や気絶が発生する。

## オールド・ワールド
オールド・ワールドは、本作の舞台となる世界設定で、同社の『ウォーハンマー：ファンタジーバトル』でも同じく用いられている。

### 概観
オールド・ワールドは地球の中世時代にどことなく似ている世界である。しかし、魔法が実在し、混沌の怪物が大手を振って跋扈しているところが、我々の知る地球の歴史とは大きく異なっている。
国家同士、種族同士が覇権を巡って戦いを繰り広げている。しかし、彼ら「定命の者」たち同士の戦争よりも凄惨な戦争がオールド・ワールドには存在する。それが、混沌の眷属たちによる世界そのものへの侵略である。

### 混沌
混沌とはオールド・ワールドに存在するすべてを歪ませ変質させる力である。混沌は定命の者たちの社会では忌避すべき悪であるとされており、混沌によって歪まされた者たち（ミュータントと飛ばれる）は弁解の余地なく殺されるのが常である。しかし混沌の絶大な力に惹かれるものたちもまたおり、彼らは自ら混沌の力を受け入れる。
また、オールド・ワールドには先天的に混沌に侵されている種族もいる。#種族の節を参考。
混沌に属する勢力のうち、最も恐ろしいものが「禍つ神々」（ルイナス・パワーズ）と呼ばれる混沌の神々である。この神々はオールド・ワールドを「混沌の領域」（レルム・オブ・ケイオス）に変化させるべく、混沌の信奉者や混沌の種族たちの軍勢を使って定命の者たちを攻め立て、世界を歪め汚し続けている。

### オールド・ワールドと魔術
オールド・ワールドには魔術が存在し認知されている世界である。プレイヤーキャラクターが就くことができるキャリアには魔術師系統のものもある。しかし、この世界での魔術は混沌の力を元にした業のため、人間たちの多くには禁忌のものとされる。エルフ族は生まれながらに魔法の素質を持つことからも魔術について一定の理解はあるが、危険なものという認識であることは変わらない。
人間たちの社会では魔法使いたちは歴史の中で迫害されてきた。しかし人間族の最大国家であるエンパイアでは魔術大学というものがあり、そこの出身である者たちは畏怖を持たれながらも社会的には認められている。
我々の地球の歴史に対比させるならオールド・ワールドは魔女狩りの時代に近い雰囲気を持つ世界であるといえる。
魔術の中で一番の禁忌とされているのが、死者にかりそめの命を与えアンデッドと化す死霊術である。死霊術師たちは世界的に弁解の余地なく狩られている。

### 種族
オールド・ワールドはいわゆるファンタジー世界であり、様々な異種族が存在している。
- エルフ - しなやかで優美な種族。自然を愛する高貴な種族である。古い歴史を持つ種族ではあるが世捨て人的に森に隠棲しているため、人間たちにとってはあまり見かけることがない種族でもある。プレイヤーキャラクターとして選択できる。
- ドワーフ - 小柄でたくましい屈強な種族。鍛冶鋳造や鉱業に長けている。古い歴史を持つ種族でありオールド・ワールドでは強い勢力をもっている。プレイヤーキャラクターとして選択できる。
- 人間 - 平均的な能力を持つ種族。歴史的には若い種族であるがわずか千年で地上の多くの領域に手を伸ばし、オールド・ワールドの主役となった。プレイヤーキャラクターとして選択できる。
- ハーフリング - 平和と食事とパイプを好む陽気な小人たち。プレイヤーキャラクターとして選択できる。
- グリーンスキン - ゴブリンとそれの親戚であるオークやトロールたちのような鬼族たちのこと。緑の肌をしているためグリーンスキンと呼ばれる。人間、エルフ、ドワーフたちとは古くから争い続けておりライバル同士であるといえる。
- ヴァンパイア - 上古の時代に死霊術により自らを不死と化した、古代王国の貴族たち。
- ビーストマン - 人間と獣が交じり合ったような獣人種族。森林に住み着き人間たちを餌食にする。混沌の種族である。
- スケイブン - 人間型をした巨大なネズミ。混沌の種族である。その存在は巧妙に隠されており人間たちに実在を信じられていない。地下に巨大な帝国を築いており、下水道や地下水道から人間たちの都市へも侵入する。狡猾な彼らは陰謀を好み、混沌の信奉者たちと密通して人間社会に混乱をもたらす。
- デーモン - 「混沌の領域」と呼ばれる異世界よりやってくる悪魔たち。混沌の種族である。姿はさまざまであるが、いずれも悪夢を具現化させたような外見を持つ

### 国家
以下にオールド・ワールドの主要な国家を解説する。オールド・ワールドは現実の地球のヨーロッパに似た地形をもち、そこに存在する国々も現実の地球の歴史上のヨーロッパの国家をデフォルメしたような文化を持つという特徴がある。
- エンパイア - オールド・ワールド最大の勢力を持つ帝国。オールド・ワールドの東端に位置しており、これより東は オールド・ワールドとは別の文化圏の国々が広がっている。高い軍事力を持つ帝国でありこの世界では最先端技術である火器を使う銃騎兵隊まで常設している。そのため混沌勢力との戦いでは主役となる。臣民は人間が中心だが、エルフやドワーフ、ハーフリングも臣民として存在している他種族国家である。都市が発展しており中産階級がどこの国よりも強力に存在する豊かな国だが、国土の多くが暗く深い森に囲まれており、森に住むビーストマンやグリーンスキンの脅威に常にさらされているという側面もある。それでも暗い森の開拓を続け、人間たちの生活領域を日々広げている。建国王であるシグマーはエンパイアでは神として信仰されており、シグマーの聖騎士や魔狩人たちは混沌の軍勢にとっては脅威として恐れられる。ドイツ（神聖ローマ帝国）がモデル。
- ムート - エンパイアの内部に作られたハーフリングの自治領。ムートの長老はエンパイアにいる15人の選帝侯の1人でありいくばくかの政治力を有する。
- エスタリア王国連合 - 南方にある都市国家群の連合。位置的に混沌やグリーンスキンの侵略はほとんど受けておらず、それゆえに連合の団結力が薄く都市国家同士の内輪もめに終始している。フェンシングを用いる剣士たちの国としても有名。スペインがモデル。
- キスレブ - 北東にある"多少は文明化された"蛮人たちの国。ツンドラ気候に属しており厳しい環境の中、人々はたくましく生きている。強力な騎兵で知られる国。ロシアがモデル。
- ノーシャ - 北西にある蛮人たちの国。暗鬱な北の土地で、さらに北に存在する「混沌の荒野」と接しているために危険も多い。その土地柄から、狂戦士と呼ばれる狂信的な戦士集団を生み出している。ヴァイキング時代の北欧がモデル
- ティリア市国 - 南西にある湾岸の都市国家群。気候の良い国で商業と傭兵業、そして海賊行為が盛ん。イタリアがモデル。
- ブレトニア - 南西にある封建国家。王侯貴族たちにより支配された騎士の国。フランスがモデル。
- ボーダー・プリンス - 南東にある未開の地。所領を失ったエンパイアの貴族の亡命地であり、荒野の中に、再起を狙う貴族たちの所領が点在している。そのような「追剥貴族」たちの領地ということで「ボーダー・プリンス」と名付けられた。ボーダー・プリンスの南にはグリーンスキンの領域である悪たれ平原があり、グリーンスキンの脅威に常にさらされている危険な地域であるが、ここは古代王国が存在した場所でもあり、多くの遺跡が存在する。多数の小国が割拠し、古代の秘宝が眠るこの地域は、成り上がりを求める冒険者たちには大きなチャンスを与えてくれる。
- 悪たれ平原 - ボーダー・プリンスのさらに南方にあるグリーンスキンたちの領域。
- 混沌の荒野 - オールド・ワールドの最北、この世界の北極にあたる地域。混沌に完全に支配された地であり、北極点にあたる場所にはデーモンたちの故郷である異世界「混沌の領域」に通じる門がある。

『ウォーハンマーRPG』で扱われるオールド・ワールドという世界はこのようにヨーロッパ的特徴を持つ世界だが、これらの世界の外にもさらに多くの国が存在している。アラビア風の文化を持つ「アラビィ」、中国風の文化を持つ「キャセイ」、日本風の文化をもつ「ニッポン」などの存在が明かされているが、ゲームの舞台として取り扱われることは少ない。

## 製品一覧
日本語訳された製品のみを記す。未訳の製品についてはen:Bibliography of Warhammer Fantasy Roleplay publicationsを参照。

### 社会思想社
1991年から1993年まで社会思想社から発売されたウォーハンマーRPG（第1版）の関連製品。
- 基本ルールブック
  - ウォーハンマー ファンタジーRPGルールブック 1 ISBN 4-390-11401-8
  - ウォーハンマー ファンタジーRPGルールブック 2 ISBN 4-390-11402-6
  - ウォーハンマー ファンタジーRPGルールブック 3 ISBN 4-390-11403-4
- サプリメント
  - ウォーハンマーRPG ゲームマスタースクリーン
- シナリオ
  - ウォーハンマーRPG シナリオ さまよえる魂 ISBN 4-390-11405-0
  - 内なる敵キャンペーン 1 エンパイアの興亡 ISBN 4-390-11407-7
  - 内なる敵キャンペーン 2 死の街ベーゲンハーフェン ISBN 4-390-11408-5
- リプレイ
  - ウォーハンマーRPG リプレイ 1 破壊の剣 ISBN 4-390-11410-7
  - ウォーハンマーRPG リプレイ 2 プラーグの妖術師 ISBN 4-390-11234-1
- 小説
  - ウォーハンマーノベル 吟遊詩人オルフィーオの物語 1 ザラゴス ISBN 4-390-11404-2
  - ウォーハンマーノベル 吟遊詩人オルフィーオの物語 2 いまわしき死の使い ISBN 4-3901-1406-9
  - ウォーハンマーノベル 吟遊詩人オルフィーオの物語 3 嵐の戦士 ISBN 4-3901-1472-7

### 角川書店
1992年に角川書店から発売されたウォーハンマーRPG（第1版）関連の書籍。
- 小説
  - ドラッケンフェルズ ISBN 4-04-274601-2

### ホビージャパン
2006年から2010年までホビージャパンから発売されたウォーハンマーRPG（第2版）の関連製品。
- 基本ルールブック
  - ウォーハンマーRPG 基本ルールブック ISBN 4-89425-496-4
- サプリメント
  - オールド・ワールドの武器庫 ISBN 978-4-89425-529-6
  - オールド・ワールドの生物誌 ISBN 978-4-89425-552-4
  - 魔術の書：レルム・オヴ・ソーサリー ISBN 978-4-89425-644-6
  - 堕落の書：トーム・オヴ・コラプション ISBN 978-4-89425-700-9
  - シグマーの継承者 ISBN 978-4-89425-753-5
  - ウォーハンマー・コンパニオン ISBN 978-4-89425-781-8
  - 救済の書：トゥーム・オヴ・サルヴェイション ISBN 978-4-89425-881-5
  - スケイブンの書－角ありし鼠の子ら ISBN 978-4-7986-0158-8
- シナリオ
  - 略奪品の貯蔵庫 ISBN 978-4-89425-585-2
  - ミドンヘイムの灰燼 ISBN 978-4-89425-742-9
  - アルトドルフの尖塔 ISBN 978-4-89425-780-1
  - ナルンの高炉 ISBN 978-4-89425-803-7
- 小説
  - ウォーハンマーノベル ドラッケンフェルズ ISBN 978-4894256033
  - ウォーハンマーノベル ベルベットビースト ISBN 978-4894256057
  - ウォーハンマーノベル 吸血鬼ジュヌヴィエーヴ ISBN 978-4894256040
  - ウォーハンマーノベル シルバーネイル ISBN 978-4894256644
  - 渾沌のエンパイア ISBN 978-4894258020
- リプレイ
  - 『GAME JAPAN』に連載された。著者は待兼音二郎、岡和田晃。書籍にはなっていないが、現在は日本語版公式サイトから一部を無料ダウンロードすることができる。